# Карентино
Карентино (итал. Carentino) је насеље у Италији у округу Алесандрија, региону Пијемонт.
Према процени из 2011. у насељу је живело 285 становника. Насеље се налази на надморској висини од 156 м.

## Становништво
| 1936. | 1951. | 1961. | 1971. | 1981. | 1991. | 2001. | 2011. |
| ----- | ----- | ----- | ----- | ----- | ----- | ----- | ----- |
| 590   | 550   | 411   | 338   | 352   | 326   | 313   | 325   |